# Вон У Йон
Вон У Йон  (кор. 원 우영, 3 лютого 1982) — південнокорейський фехтувальник, олімпійський чемпіон.

## Виступи на Олімпіадах
| Олімпіада   | Дисципліна      | Місце |
| ----------- | --------------- | ----- |
| Лондон 2012 | шабля, особисті | =9    |
| Лондон 2012 | шабля, командні | 1     |